# Massmördare
Denna artikel handlar om enskilda personer som dödat flera offer. Se folkmord och democid för politiska massmord.
En massmördare är en person som avsiktligt dödat flera personer i ett så kallat massmord. Den amerikanska federala polismyndigheten Federal Bureau of Investigation skiljer på massmördare och seriemördare av utredningstekniska skäl. Till exempel på mördarnas olika motiv och modus operandi. De menar att i allmänhet ska morden begås på fyra personer men framförallt ska morden ska ha skett inom samma tidsrymd och händelseförlopp för att definieras som massmord.
Till skillnad från seriemördare dödar massmördaren sina offer vanligen i ett plötsligt utbrott av våld på en offentlig plats, inte sällan avslutat med självmord. Exempel är självmordsbombare och skolmassakrer då personer rusat in på skolor och skjutit eller knivhuggit lärare och elever. Men också de som mördar sin familj och avslutar dådet med att ta sitt eget liv, så kallat utvidgat självmord, bör kunna benämnas massmördare. Massmord är också känt då kvinnor i postpartum psykos dödat både det nyfödda barnet och dess syskon i avsikt att skydda barnen mot något i psykosen ingående hot. Rättsmedicinskt definieras massmord vanligen som att fler än 3 personer mördas vid ett och samma tillfälle, förövaren oräknad. På engelska finns även termen "spree killer", som syftar på massmördare som under en kort tid begår flera mord på mer än en plats. 
Ibland används ordet i överförd betydelse på diktatorer som orsakat många människors död, även om de inte själva utfört dådet. Begreppet folkmord påminner till sitt innehåll om massmord, men anses då i allmänhet sakna det patologiska förvirringstillstånd, som vanligen föreligger vid massmord i den betydelse som används i allmänna rättsliga och medicinska sammanhang. De tonåringar som utfört massmord vid sina skolor, har inte heller varit drabbade av psykos eller akut förvirring i samband med brotten utan har i allmänhet visat sig vara ha en grav personlighetsstörning av psykosocial natur.

## Några kända massmördare

### Amerikanska massmördare
- Adam Lanza
- Andrew Kehoe
- Brenda Ann Spencer
- Charles Whitman
- Eric Harris och Dylan Klebold
- James Eagan Holmes
- John Linley Frazier
- Richard Speck
- Ronald DeFeo, Jr.
- Timothy McVeigh
- Todd Kohlhepp

### Australiensiska massmördare
- Martin Bryant
- Wade John Frankum

### Brittiska massmördare
- Thomas Hamilton

### Finska massmördare
- Matti Juhani Sarri
- Pekka-Eric Auvinen

### Kanadensiska massmördare
- Marc Lépine

### Kroatiska massmördare
- Petar Brzica

### Norska massmördare
- Anders Behring Breivik

### Svenska massmördare
- Gunnar Bengtsson
- Mattias Flink
- Tore Hedin
- John Filip Nordlund
- Anton Lundin Pettersson
- Tommy Zethraeus
- Rickard Andersson

### Sydkoreanska massmördare
- Seung-Hui Cho

### Tyska massmördare
- Robert Steinhäuser
- Tim Kretschmer
- Andreas Lubitz